# Canton de Brive-la-Gaillarde-Sud
Pour les articles homonymes, voir Canton de Brive-la-Gaillarde (homonymie).
Le canton de Brive-la-Gaillarde-Sud, ancienne division administrative française située dans le département de la Corrèze, a existé de 1951 à 1982.

## Historique
Le canton de Brive-la-Gaillarde-Sud est,  avec le canton de Brive-la-Gaillarde-Nord, l'un des cantons de la Corrèze créés en 1951 lors de la scission en deux du canton de Brive-la-Gaillarde.
En 1982, il est lui-même scindé. Ses communes sont réparties sur le canton de Brive-la-Gaillarde-Centre, le canton de Brive-la-Gaillarde-Sud-Est, le canton de Brive-la-Gaillarde-Sud-Ouest et le canton de Malemort-sur-Corrèze.

## Géographie
Ce canton était organisé autour de Brive-la-Gaillarde dans l'arrondissement de Brive-la-Gaillarde. Son altitude variait de 102 m (Brive-la-Gaillarde) à 381 m (Cosnac).

## Administration
| Période | Période | Identité          | Étiquette     | Qualité                                                                                            |
| ------- | ------- | ----------------- | ------------- | -------------------------------------------------------------------------------------------------- |
| 1951    | 1976    | Jean Labrunie     | Rad. puis MRG | Maire de Brive-la-Gaillarde (1965-1966)                                                            |
| 1976    | 1982    | Jacques Chaminade | PCF           | Ouvrier horticulteur Député (1978-1981) Élu en 1982 dans le Canton de Brive-la-Gaillarde-Sud-Ouest |

## Composition
Le canton de Brive-la-Gaillarde-Sud regroupait les communes suivantes :
- Brive-la-Gaillarde (fraction de commune)[1]
- La Chapelle-aux-Brocs[Cass 1]
- Cosnac[Cass 2]
- Estivals[Cass 3]
- Jugeals-Nazareth[Cass 4]
- Malemort-sur-Corrèze[2]
- Nespouls[Cass 5]
- Noailles[Cass 6]